# Hřebečsko

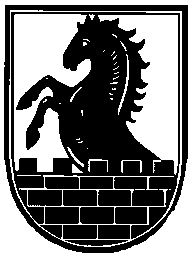
Neoficiální znak Hřebečska/Svitavska (vytvořen kol. 1940 místním rodákem A. Jenischem)

Hřebečsko (z německého Schönhengstgau, Schönhengster land) je název zaniklého jazykového ostrova rozkládajícího se po obou stranách historické zemské hranice Čech a Moravy mezi městy Ústí nad Orlicí, Litomyšl, Polička a Jevíčko, které již nebyly jeho součástí, a na druhé straně Mohelnice (Müglitz), Zábřeh (Hohenstadt) a Lanškroun (Landskron), které součástí byly. Jeho centrem byla města Moravská Třebová (Mährisch Trübau) a Svitavy (Zwittau). Toto území bylo od 13. století až do roku 1945 obýváno převážně českými Němci (rozkládal se tu největší německý jazykový ostrov v českých zemích). Název pochází od Hřebečského hřbetu, který prochází přibližně středem regionu.
V české odborné literatuře se název Hřebečsko příliš nepoužívá, častější je označení Svitavsko, resp. svitavský jazykový ostrov.

## Geografie

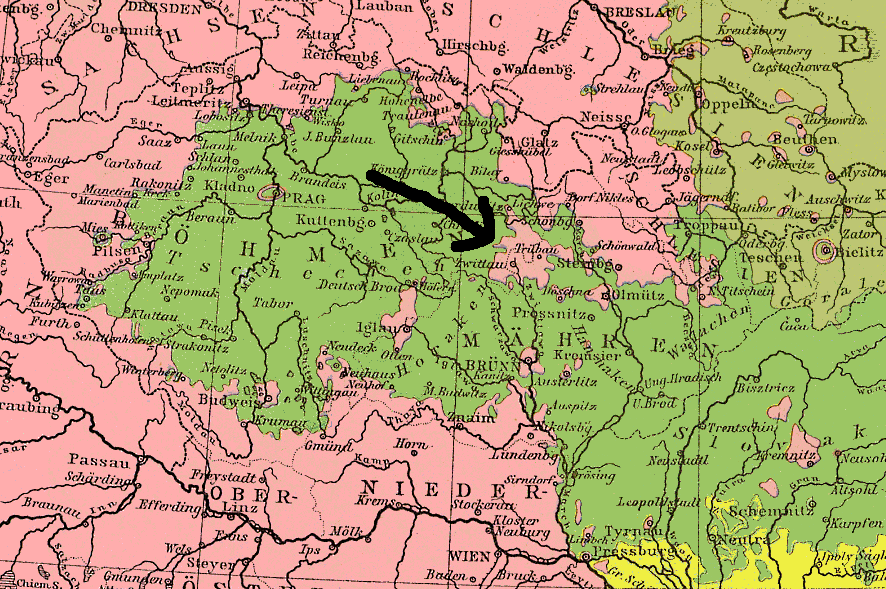
Svitavský jazykový ostrov (růžově) na národnostní mapě Rakouska-Uherska (zde výsek) z roku 1880

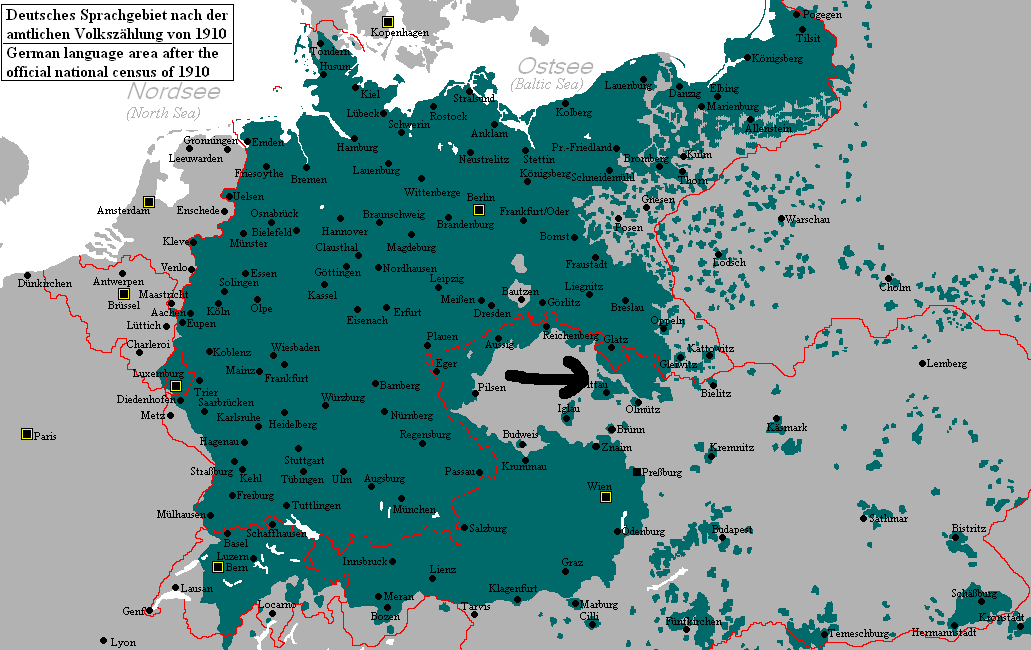
Území osídlené německojazyčným obyvatelstvem k roku 1910 (Hřebečsko/Svitavsko vyznačeno šipkou)

Dle Marie Mackové byl region poprvé definován pravděpodobně roku 1813. Autor tehdejšího vymezení regionu, Josef Jurende, jej definoval jako „území, větším dílem obývané Němci“. Centrem regionu dle něj byla města Svitavy a Moravská Třebová, hraničními body Lanškroun, Litomyšl a Zábřeh.
Území nebylo nijak geograficky ani hospodářsky jednotné. Dokonce i překračovalo platnou zemskou hranici. Gustav Korkisch ve svých Dějinách Hřebečska (1975) uvádí, že k roku 1850 k Hřebečsku patřily na Moravě soudní okresy Jevíčko, Moravská Třebová, Svitavy, Zábřeh a Mohelnice, v Čechách pak soudní okresy Lanškroun, Ústí nad Orlicí, Litomyšl a Polička. Z české části ovšem do Hřebečska jen soudní okres Lanškroun patřil celý, ostatní soudní okresy tam patřily jen částí. Hřebečsko tak bylo jednoznačně definováno jen svou „kulturní a národní přináležitostí“, nikoli politicky nebo geograficky.
V 90. letech 19. století vznikla politická iniciativa tzv. schönereriánů, kteří se dané oblasti snažili administrativně sjednotit pod okres Lanškroun. Usilovali o to, aby se Lanškroun stal podobně významným sudetským centrem, jako Liberec. Tato iniciativa však v říšském sněmu nenašla žádné ohlasy. Určitou roli ve vytváření místní regionální sounáležitosti ovšem sehrála. Předním národopisným badatelem Hřebečska se pak po první světové válce stal Dr. Emil Lehmann.

## Osídlení
Po vpádu Tatarů roku 1241 byly Morava a část severovýchodních Čech (Kladsko a přilehlá území) velmi zpustošeny a vypleněny. Obnova země byla už spojena s novým jevem, tzv. emfyteutickou kolonizací, která dosáhla i do té doby pustých podhorských oblastí. Nové osídlování, součást širšího proudu středověké kolonizace, se dělo na českém území hlavně přičiněním krále Přemysla Otakara II., v moravské části také zásluhou olomouckého biskupa Bruna ze Schauenburku a v některých případech i šlechty. Většina nových kolonistů byla z jazykového/etnického hlediska Němci. Rolníci a řemeslníci byli povoláni do země především z Horních Frank, Porýní a Horní Falce, také ze Slezska.
Pro každé nově založené sídliště určil zeměpán vhodného a zkušeného „lokátora“ (plánovače osídlení), který byl odpovědný za osídlení a další rozvoj obce. Jako odměnu za obtížný úřad obdržel jistá práva, např. fojtství a dědičný úřad rychtáře. K tomu se řadilo právo provozovat hostinec, zřídit mlýn a udržovat řemeslníky (pekaře, kováře). Němečtí osadníci zakládali pro ně charakteristické řadové (tzv. lesní záhumenicové) vsi. Každý selský čtverhranný dvůr stál o samotě, oddělený od sousedních usedlostí; za každým statkem se táhl pruh polí, luk a lesů. Kolonizační aktivity naverbovaných osadníků byly směřovány do jednotně plánovaných vesnic a velkoryse plánovaných měst s německým právem (magdeburské městské právo). Kolonistům se dostalo za tyto mimořádné útrapy a strádání v době výstavby výhodného sociálního postavení (např. osvobození od daní a poplatků po prvních 12 až 20 let).

### Statistické údaje
Podle výsledků sčítání lidu z roku 1880 žilo Hřebečsku (označovaném jako Schönhengstův ostrov) 48 197 Němců (respektive osob, uvádějících německou obcovací řeč) a 2 961 Čechů.
V Hřebečsku bylo celkem šest měst (Svitavy, Březová nad Svitavou, Moravská Třebová, Lanškroun, Zábřeh, Mohelnice) a dalších 142 obcí, z nichž jen ve 13 žilo více Čechů než Němců. V roce 1939 zde žilo 126 000 obyvatel, z nichž bylo 84 % německé národnosti. Je uváděno, že rozloha území byla 1230 km2.
Počet obyvatel dle sčítání 1910
| soudní okres (Gerichtsbezirk)      | počet obyvatel – Němci | počet obyvatel – Češi | počet obyvatel – ostatní | rozloha    |
| ---------------------------------- | ---------------------- | --------------------- | ------------------------ | ---------- |
| Jevíčko (Gewitsch)                 | 3 024                  | 18 849                | 25                       | 230,89 km2 |
| Lanškroun (Landskron)              | 21 429                 | 9 995                 | ?                        | 230,89 km2 |
| Litomyšl (Leitomischl)             | 14 699                 | 36 076                | ?                        | 230,89 km2 |
| Mohelnice (Müglitz)                | 13 993                 | 9 209                 | 158                      | 212,68 km2 |
| Moravská Třebová (Mährisch Trübau) | 27 509                 | 2 146                 | 120                      | 256,33 km2 |
| Polička (Politschka)               | 9 904                  | 24 823                | ?                        | ?          |
| Svitavy (Zwittau)                  | 27 339                 | 767                   | 91                       | 154,53 km2 |
| Štíty (Schildberg)                 | 505                    | ?                     | ?                        | ?          |
| Ústí nad Orlicí (Wildenschwert)    | 5 041                  | 32 244                | ?                        | 230,89 km2 |
| Zábřeh (Hohenstadt)                | 8 660                  | ?                     | ?                        | ?          |

## Kultura
Například v Moravské Třebové vycházely týdeníky Schönhengster Zeitung a Schönhengster Volkszeitung.

## Odsun Němců
S květnovými dny roku 1945 začaly intenzivní akce vedoucí k urychlenému vyčištění prostoru Hřebečska od německého obyvatelstva v rámci národní očisty a „vylikvidování Němců“ řečeno známým projevem presidenta Beneše v Brně:
„Nyní se dáme do práce. A budeme dělat pořádek mezi námi, zejména také zde ve městě Brně s Němci a všemi ostatními (Potlesk) Můj program je - a já se tím netajím - že otázku německou musíme v republice vylikvidovat.“[zdroj?]
Hlavní roli v těchto aktivitách v oblasti Hřebečska přejaly jednotky československé armády a partyzánské skupiny, zejména partyzánská skupina „Václavík“, která působila v oblasti pod Orlickými horami a zasahovala až na Zábřežsko, Hřebečsko a Svitavsko. Dne 15. 5. gen. Zdeněk Novák vydal rozkaz k obsazení pohraničních terénů s dovětkem „všechny Němce vykažte z historických území“, ale oddíly podnikaly své akce většinou samostatně, vyznačovaly se značnou tvrdostí, násilnými domovními prohlídkami. Vysídlování prováděly zpočátku tyto partyzánské formace ve spolupráci s místními orgány, po nich převzali vedoucí roli při těchto aktivitách provázenými častými excesy vojáci spadající pod velení 14. divize. Do oblasti Lanškrounska zasahovaly aktivity jednotlivých rot I.-III. praporu 30. pěšího pluku s velitelstvím v Ústí nad Orlicí. K odsunu byla využita také železnice v severozápadním směru. Dle výnosu z 12. června nebylo k odsunu využito území obsazené Poláky, ale železnice v severozápadním směru na Děčín a pak na Drážďany a z prostoru II. sboru na Teplice-Šenov a pak na Saskou Kamenici. Partyzáni pak organizovali tzv. divoký odsun, případně i s tím spojené revoluční tribunály, jako například Lidový soud v Lanškrouně a jinde. Německé zdroje hovoří o několika násilně usmrcených lidech ve městě a okolí a větším množství sebevražd. Hovoří se také o sedmi obětech partyzánských akcí v obcích Čenkovice, Orličky, Třebovice a Žichlínek.[zdroj?]
Po odsunu německých obyvatel po skončení 2. sv. války byl kraj osídlen českým obyvatelstvem z vnitrozemí (především z Hané, Boskovicka, Vyškovska aj.) Ze správního hlediska dnes toto území spadá pod okresy Svitavy, Ústí nad Orlicí a Šumperk.

## Historie a pověsti
V kraji se traduje pověst o nenaplněné lásce Anny Gläserové a Josefa Herknera. Syn moravskotřebovského starosty, se zamiloval do dcery revírníka v Karlíně Anny Gläserové. Rodiče však jejich lásce nepřáli. Josef s Annou si v letech 1819–1823 vyměňovali dopisy a příležitostně se tajně scházeli, Josef se pokoušel získat si přízeň Anniných rodičů. Nakonec vztah ukončil a Anna se provdala za linhartického rychtáře Franze Gromese. Do roka však zemřela. Po pohřbu se šířilo tvrzení, že Herkner Annu odnesl z hrobu a znovu pochoval v zahradě, kterou si už od roku 1823 budoval na svahu Křížového vrchu, odkud bylo vidět na linhartickou rychtu. V předvečer svátku sv. Anny roku 1825 došlo k pozoruhodnému jevu: Cesta od města k Herknerově zahradě byla osvětlena, světla plála také v zahradě, kde bylo osvětleno ohrazené místo skutečně podobné hrobu a z pochodní vytvořeny nápisy “Tobě tam” (Dir dort) a “Es heisse Annenruhe” (Ať se to zde jmenuje “Annenruhe” – Annin odpočinek, Annino spočinutí). Pravdivost legendy, od pol. 19. stol. literárně a dramaticky zpracovávané, byla potvrzena, když v roce 1924 byla v hrobě, kde měla být pohřbená Anna, byla nalezena jen prázdná rakev, a definitivně v roce 1934, kdy byla při práci v lomu na místě někdejší Herknerovy zahrady objevena kostra a konstatováno jako velmi pravděpodobné, že jde o ostatky Anny Gläserové-Gromesové. Anna byla opět pohřbena do hrobu rodiny Gromesů. Její příběh zpracoval do podoby písně i hudebník Petr Linhart se skupinou 29 Saiten.
Řadu obdivuhodných starých příběhů z Hřebečska zaznamenal do samostatné knihy Alt-Landskroner Geschichten (česky Příběhy ze starého Lanškrounska, 2014) lanškrounský rodák Josef Benoni, který čerpal z rozsáhlých vzpomínek svých předků.

## Cestovní ruch
Na území Hřebečska se nachází turistická oblast Česko-moravské pomezí, též zvaná turistická oblast Svitavsko. Nachází se zde rovněž vinařská naučná stezka. Významné jsou zde památky na židovské osídlení, byť nedosahovalo velkého rozsahu.